# Caecum tornatum
Caecum tornatum är en snäckart som beskrevs av Verrill And Bush 1900. Caecum tornatum ingår i släktet Caecum och familjen Caecidae. Inga underarter finns listade i Catalogue of Life.